# Кушин
Кушин (пол. Kuszyn) — село в Польщі, у гміні Мицелін Каліського повіту Великопольського воєводства.
Населення — 237 осіб (2011).
У 1975-1998 роках село належало до Каліського воєводства.

## Демографія
Демографічна структура станом на 31 березня 2011 року:
|          | Загалом | Допрацездатний вік | Працездатний вік | Постпрацездатний вік |
| -------- | ------- | ------------------ | ---------------- | -------------------- |
| Чоловіки | 110     | 21                 | 78               | 11                   |
| Жінки    | 127     | 31                 | 72               | 24                   |
| Разом    | 237     | 52                 | 150              | 35                   |